# أسمرة
أسمرة هي عاصمة إريتريا وأكثرها مدنها اكتظاظًا بالسكان، تقع في المنطقة الوسطى من البلاد على ارتفاع 2325 مترًا (7628 قدمًا)، مما يجعلها سادس أعلى عاصمة في العالم من حيث الارتفاع وثاني أعلى عاصمة في إفريقيا. تقع المدينة على طرف منحدر والذي يقع بدوره على الحافة الشمالية الغربية من المرتفعات الإريترية ووادي المتصدع العظيم في إثيوبيا المجاورة.
في عام 2017 أختيرت المدينة كموقع للتراث العالمي لليونسكو بسبب هندستها المعمارية الحديثة المحفوظة جيدًا. استقر موقع أسمرة لأول مرة في عام 800 قبل الميلاد وكان عدد سكانها يتراوح بين 100 إلى 1000 نسمة. ثم تأسست المدينة في القرن الثاني عشر بعد الميلاد بعد أن توحدت أربع قرى منفصلة للعيش معًا بسلام بعد فترات طويلة من الصراع بينهم. أصبحت مدينة أسمرة تحت الحكم الإيطالي عاصمة لإريتريا في السنوات الأخيرة من القرن التاسع عشر.

## النشاط الاقتصادي للسكان
يعمل سكان أسمرة بالتجارة والصناعة والخدمات التجارية وهي مركز تجاري هام وفيها المؤسسات والسفارات ومركز الرئاسة والوزارات.و يعمل سكانها بالصناعات والحرف اليدوية المتعددة وتربية الماشية وزراعة الذرة والحبوب والتبغ والبن في ضواحي المدينة.

## العمارة
تشتهر المدينة بمبانيها التي تعود إلى أوائل القرن العشرين، بما في ذلك فن زخرفي Cinema Impero (افتتح في عام 1937 واعتبره الخبراء أحد أفضل الأمثلة في العالم لمبنى على طراز  Art Déco)، Cubist Africa Pension ، أرثوذكسي إريتري انتقائي كاتدرائية إندا مريم ودار الأوبرا السابقة، ومبنى فيات تالييرو المستقبلي، والكنيسة الرومانية الجديدة لسيدة الوردية، أسمرة، وقصر الحاكم الكلاسيكي الجديد. تزين المدينة فيلات وقصور استعمارية إيطالية، ومن الأمثلة البارزة على ذلك مبنى البنك الدولي. تم بناء معظم وسط أسمرة بين عامي 1935 و1941 ، لذلك تمكن الإيطاليون بشكل فعال من بناء مدينة بأكملها تقريبًا في غضون ست سنوات فقط. في هذا الوقت، كان للديكتاتور بينيتو موسوليني خطط كبيرة لإمبراطورية رومانية ثانية في إفريقيا. اختصرت الحرب هذا، لكن حقنه للأموال خلق أسمرة اليوم، والتي من المفترض أن تكون رمزًا للفاشية الاستعمارية خلال تلك الفترة الزمنية.
تُظهر المدينة معظم الطرز المعمارية في أوائل القرن العشرين. بعض المباني ذات الطابع الروماني الجديد، مثل كنيسة السيدة الوردية، وبعض الفلل المبنية على الطراز الفيكتوري المتأخر. تم العثور على تأثيرات آرت ديكو في جميع أنحاء المدينة. يمكن العثور على عمارة الفن التكعيبي في مبنى Africa Pension وعلى مجموعة صغيرة من المباني. يُظهر مبنى فيات تالييرو تقريبًا ذروة المستقبل، تمامًا كما كان صاعدًا في الموضة في إيطاليا.
من المعروف أن أسمرة مدينة حديثة بشكل استثنائي، ليس فقط بسبب هندستها المعمارية، ولكن أسمرة كان لديها أيضًا إشارات مرور أكثر من روما عندما كان يتم بناء المدينة. تضم المدينة العديد من ميزات المدينة المخططة.

### المطاعم والمقاهي
يوجد في أسمرة شوارع واسعة ومطاعم وساحات (ساحات المدينة) وحانات ومقاهي بينما تصطف أشجار النخيل على العديد من الجادات. الطعام والثقافة المستوحاة من إيطاليا حاضران للغاية وتم تقديمهما خلال إريتريا الإيطالية. عدد لا يحصى من المطاعم والمقاهي، تقدم أنواع عالية الجودة من الإسبريسو والكابتشينو واللاتيه، بالإضافة إلى صالات الجيلاتي  والمطاعم التي تقدم المأكولات الإيطالية الإريترية. الأطباق الشائعة التي يتم تقديمها من المطبخ الإيطالي الإريتري هي "Pasta al Sugo e Berbere"، والتي تعني «المعكرونة مع صلصة الطماطم والبربري» (التوابل) و «اللازانيا» و «كوتوليتا ألا ميلانيس» (ميلانو كستلاتة). ]
- The cafe & bar at the old Cinema Roma
- A typical cafe in Asmara selling بانيتوني
- A vintage Gaggia قهوة إسبريسو machine in a bar in إريتريا. Vintage Italian machinery is common in most Asmara مقهى.

## قائمة اليونسكو للتراث العالمي
تم إدراج أسمرة كموقع للتراث العالمي لليونسكو في يوليو 2017، لتصبح أول مدينة حداثية في أي مكان يتم إدراجه بالكامل. تم التسجيل خلال الدورة الحادية والأربعين للجنة التراث العالمي. المدينة فيها الآلاف من المباني الآرت ديكو(فن الزخرفة) والمستقبلية والحديثة والعقلانية، التي شيدت خلال فترة إريتريا الإيطالية. . المدينة، الملقبة بـ «لا بيكولا روما» («روما الصغيرة»)، تقع على ارتفاع 2000 متر فوق مستوى سطح البحر، وكانت مكانًا مثاليًا للبناء بسبب المناخ البارد نسبيًا؛ استخدم المهندسون المعماريون مزيجًا من المواد الإيطالية والمحلية. تشمل بعض المباني البارزة مبنى Fiat Tagliero ، بار Zilli دور الأوبرا والفنادق ودور السينما، مثل Cinema Impero.

وجاء في بيان من اليونسكو ما يلي:
| «        | إنه مثال استثنائي على التمدن الحداثي المبكر في بداية القرن العشرين وتطبيقه في سياق أفريقي. | » |
| — يونسكو |                                                                                            |   |

- دار أوبرا أسمرة
- مبنى جامعة أسمرة.
- سفارة  إيطاليا.
- فيات تالييرو
- Hotel Albergo Italia, built 1889.
- The African pension.
- Interior of Asmara post office.
- The Embasoira built 1919 (Old Imperial hotel), celebrated 100 years in 2019.
- The Casa degli Italiani restaurant.
- The railway station in Asmara.
- An old house in the European quarter.
- Bar Zilli, architecturally modeled in accordance with the فن زخرفي movement in the 1930s.

تم وضع المركز التاريخي لأسمرة على قائمة المراقبة لعام 2006 الخاصة بالصندوق العالمي للآثار والتي تضم أكثر من 100 موقع معرض للخطر. تم تصميم القائمة لجذب المزيد من الاهتمام إلى المدينة لإنقاذ المركز من الاضمحلال وإعادة التطوير ولتعزيز الاستعادة. بعد CARP (مبادرة البنك الدولي بشأن التراث الثقافي)، انخرط وفد الاتحاد الأوروبي في أسمرة في مشروع تراثي يتعلق بترميم المبنى وإدارة الأرشيف. تم إطلاق المشروع الثقافي بين الاتحاد الأوروبي وإريتريا في عام 2010 ومن المتوقع أن يكتمل في عام 2014 (بيير كوتي - إدوارد دينيسون، تقرير تصميم المشروع، EUD أسمرة 2009).

## التوأمة
لأسمرة اتفاقيات توأمة مع كل من:
- فلورنسا
- الخرطوم
- بيركيلي
- أتلانتا
- نيفير

## أعلام
- جويل غيريزجهر
- إيلا توماس
- مرحاوي قدس
- ريمو جيرون
- أسياس أفورقي

## التسمية
1. ↑   https://www.cia.gov/library/publications/the-world-factbook/geos/er.html. {{استشهاد ويب}}: |url= بحاجة لعنوان (مساعدة) والوسيط |title= غير موجود أو فارغ (من ويكي بيانات) (مساعدة)
2. ↑  GeoNames (بالإنجليزية), 2005, QID:Q830106
3. ↑  "معلومات عن أسمرة على موقع catalog.archives.gov". catalog.archives.gov. مؤرشف من الأصل في 2019-05-02.
4. ↑  "معلومات عن أسمرة على موقع geonames.org". geonames.org. مؤرشف من الأصل في 2019-12-08.
5. ↑  "معلومات عن أسمرة على موقع viaf.org". viaf.org. مؤرشف من الأصل في 2019-05-04.
6. ↑  Mark Byrnes An African City's Unusual Preservation Legacy نسخة محفوظة 12 مارس 2012 على موقع واي باك مشين. 8 February 2012 Atlantic Cities
7. ↑  "Eritrea capital Asmera makes World Heritage list". 8 يوليو 2017. مؤرشف من الأصل في 2022-12-15. اطلع عليه بتاريخ 2017-07-08.
8. ↑  "Arbate Asmara: The origin of the city". مؤرشف من الأصل في 2019-07-15. اطلع عليه بتاريخ 2019-01-14.
9. ↑  Gianluca Rossi, Renzo Martinelli inviato de La Nazione, 2009.
10. 1 2  "Reviving Asmara". راديو بي بي سي 3. 19 يونيو 2005. مؤرشف من الأصل في 2021-02-13. اطلع عليه بتاريخ 2006-08-30.
11. 1 2  lorenzopinnavideo (7 يونيو 2011)، Asmara, la più bella città africana، مؤرشف من الأصل في 2021-12-11، اطلع عليه بتاريخ 2017-09-18
12. ↑  "Food and drink in Eritrea". Worldtravelguide.net. مؤرشف من الأصل في 2020-08-12. اطلع عليه بتاريخ 2020-06-08.
13. ↑  Wainwright، Oliver (8 يوليو 2017). "The Italian architecture that shaped new world heritage site Asmara". The Guardian. مؤرشف من الأصل في 2021-11-03. اطلع عليه بتاريخ 2017-07-09.
14. 1 2  Centre، UNESCO World Heritage. "Asmara: A Modernist African City". UNESCO World Heritage Centre. مؤرشف من الأصل في 2021-12-27.
15. ↑  Commentary، Tom Gardner. "Eritrea's picturesque capital is now a World Heritage site and could help bring it in from the cold". Quartz Africa. مؤرشف من الأصل في 2021-08-04.
16. ↑  "Eritrea capital, Asmara, makes UNESCO World Heritage list | Africanews". مؤرشف من الأصل في 2021-08-04.
17. ↑  "Eritrea's capital added to UNESCO World Heritage site list | DW | 08.07.2017". DW.COM. مؤرشف من الأصل في 2021-08-04.
18. ↑  "The modernist marvels of Eritrea". Apollo Magazine. 19 نوفمبر 2019. مؤرشف من الأصل في 2021-08-04.
19. ↑  "Exploring Eritrea's UNESCO certified Art-Deco wonderland". The Independent. 9 نوفمبر 2017. مؤرشف من الأصل في 2020-07-27.
20. ↑  "Asmara: A Modernist African City". مؤرشف من الأصل في 2021-12-27.